# Epipyrops grandidieri
Epipyrops grandidieri is een vlinder uit de familie Epipyropidae. De wetenschappelijke naam van deze soort is voor het eerst geldig gepubliceerd in 1961 door Viette.
De soort komt voor in tropisch Afrika.